# Asociación para la Sanación y Prevención de Abusos Sexuales en la Infancia
La Asociación para la Sanación y Prevención de Abusos Sexuales en la Infancia (ASPASI) es una organización sin ánimo de lucro española, con sede en Madrid, orientada a la prevención del abuso sexual infantil y la ayuda a sanar o paliar sus secuelas. Fue fundada en 2007 a iniciativa de Margarita García Marqués, psicóloga clínica, psicoterapeuta y presidenta de la asociación desde su creación hasta la actualidad. 
ASPASI ofrece asesoramiento psicológico y jurídico sobre el abuso sexual infantil, tanto a personas individuales como a grupos de ayuda mutua y a centros educativos, entre otros. También da formación a profesionales de la psicología y los servicios sociales a través del Centro Hara.
A menudo ha sido requerida para informar en medios de comunicación públicos y privados para dar su punto de vista especializado en noticias de actualidad relacionadas con el abuso sexual infantil. Su presidenta asesoró al cineasta navarro Montxo Armendáriz durante la escritura del guion y la producción de la película No tengas miedo (2010), que trata las secuelas que deja en la edad adulta el abuso sexual de un padre sobre su hija pequeña.
Figura inscrita con el número 28 926 en el Registro de Asociaciones de la Comunidad de Madrid, grupo 3 «Infancia, jóvenes, personas mayores, familias y bienestar».

## Libros
La asociación distribuye dos libros para enseñar a los niños a protegerse del abuso sexual: 
- García Marqués, Margarita (2018). Tu cuerpo es un tesoro. Cuento para prevenir el abuso sexual. Ardilla ediciones. ISBN 978-8426726858.
- García Marqués, Margarita (2018). ¿De qué color son tus secretos?. Editorial Sentir. ISBN 978-8426726070.

También distribuye dos libros para profesionales y familias: 
- García Marqués, Margarita (2020). STOP Abuso. Cómo detectar y afrontar el Abuso Sexual Infantil (ASI). Guía para padres y profesionales. ISBN 978-8418115127.
- García Marqués, Margarita (2021). La prevención, la mejor protección contra el abuso sexual infantil. Consejos, soluciones, herramientas y sanación. Editorial Sentir. ISBN 9788426734075.

## Premios recibidos
- 2014. XVIII Premio Tierno Galván a la Solidaridad y los Valores Humanos.[6]